# Ouham-Fafa
Ouham-Fafa ist eine Präfektur der Zentralafrikanischen Republik. Sie hat eine Einwohnerzahl von 225.479 (Stand 2022). Die größte Stadt und Hauptstadt der Präfektur ist Batangafo. Die Größe der Präfektur beträgt 32.530 km².
Ouham-Fafa ist unterteilt in 4 Subpräfekturen (jeweils mit ihrer Hauptstadt in Klammern):
- Batangafo (Batangafo)
- Bouca (Bouca)
- Kabo (Kabo)
- Sido (Moyenne Sido)

## Geografie
Die Präfektur liegt im nordwestlichen Zentrum des Landes. Nördlich grenzt sie an den Tschad, im Nordosten über ein paar Kilometer an Bamingui-Bangoran, im Osten an Nana-Gribizi, im Südosten an Kémo, im Süden an Ombella-Mpoko und im Westen an Ouham. Benannt ist die Präfektur nach den beiden Flüssen Ouham und Fafa.

## Geschichte
Die Präfektur wurde 2020 gegründet. Ihr Gebiet gehörte vorher vollständig zur Präfektur Ouham.